# Walkington
Walkington est un village et une paroisse civile du Yorkshire de l'Est, en Angleterre. Il est situé à 5 km au sud-ouest de la ville de Beverley, sur la route B1230 qui relie Beverley à la petite ville de Howden.
La paroisse civile comprend le village de Walkington proprement dit et le hameau voisin de Broadgate, édifié sur le site de l'ancien hôpital psychiatrique de Broadgate (en), fermé en 1989. Au recensement de 2011, elle comptait 2 337 habitants.

## Étymologie
Le nom Walkington provient d'un nom de personne vieil-anglais avec les suffixes -ing- et tūn. Il désigne ainsi un domaine terrien associé à un homme nommé *Walca. Il est attesté sous la forme Walchinton dans le Domesday Book, à la fin du XIe siècle.

## Histoire
Le tumulus de Walkington Wold, qui remonte à l'âge du bronze, est situé à 2 km à l'ouest du village. Au haut Moyen Âge, les Anglo-Saxons l'utilisent comme lieu d'exécution et d'inhumation des condamnés à mort. Les sépultures de Walkington Wold comprennent les squelettes décapités de douze individus.
Un trésor de l'âge du fer a été découvert en plusieurs fois à Walkington au début des années 2000. Il se compose de statères en or frappées durant la première moitié du Ier siècle par la tribu celte des Corieltauvi. Elles sont conservées au Yorkshire Museum